# Эммерих, Ноа
Но́а Ни́колас Э́ммерих (англ. Noah Nicholas Emmerich, род. 27 февраля 1965, Нью-Йорк) — американский актёр.

## Ранние годы
Родился в Нью-Йорке, был младшим из троих сыновей в еврейской семье. Его мать, Констанс Маранц, — пианистка, а отец, Андре Эммерих (1924—2007), — был арт-дилером. Его старшие братья — продюсер, сценарист и операционный директор компании New Line Cinema Тоби Эммерих, и Адам Эммерих, адвокат.

## Карьера
Известен по ролям в фильмах «Красивые девушки», «Шоу Трумана», «Гордость и слава». Также снялся в сериале «Ходячие мертвецы», в роли доктора Дженнера. В июне 2011 года на киноэкраны вышел фантастический фильм «Супер 8», режиссёра Дж. Дж. Абрамса, где Эммерих сыграл одну из главных ролей. С 2013 по 2018 год он исполнял роль агента Стэна Бимана в телесериале «Американцы».

## Личная жизнь
С 1998 по 2003 год Эммерих был женат на актрисе Мелиссе Фицджеральд.
С 26 апреля 2014 года он женат на актрисе и продюсере Мэри Редженси Бойс.

## Фильмография
| Год       |     | Русское название                    | Оригинальное название             | Роль                                           |
| --------- | --- | ----------------------------------- | --------------------------------- | ---------------------------------------------- |
| 1993      | с   | Полет вслепую                       | Flying Blind                      | Рональд                                        |
| 1993      | ф   | Последний киногерой                 | Last Action Hero                  | Rookie                                         |
| 1993      | тф  |                                     | Precious Victims                  | патрульный                                     |
| 1994      | кор |                                     | Laura Sobers                      | Дэйл                                           |
| 1994      | с   | Полиция Нью-Йорка                   | NYPD Blue                         | Эдди                                           |
| 1994      | тф  | Джек Рид: В поисках справедливости  | Jack Reed: A Search for Justice   | полицейский #1                                 |
| 1995      | с   | Мелроуз Плейс                       | Melrose Place                     | Сэм Беннетт                                    |
| 1995      | тф  |                                     | If Someone Had Known              | офицер Эд Хант                                 |
| 1996      | ф   | Красивые девушки                    | Beautiful Girls                   | Майкл Моррис                                   |
| 1996      | тф  | Шагнувший в дым                     | Smoke Jumpers                     | Рино                                           |
| 1997      | ф   | Полицейские                         | Cop Land                          | Билл Гайслер                                   |
| 1998      | ф   | Шоу Трумана                         | The Truman Show                   | Марлон                                         |
| 1998      | ф   | Доносчик                            | Snitch                            | Red                                            |
| 1999      | ф   | Пожизненно                          | Life                              | Стэн Блокер                                    |
| 1999      | ф   | Перекати-поле                       | Tumbleweeds                       | Вертис Дьюи                                    |
| 1999      | ф   | Женщина без правил                  | Crazy in Alabama                  | шериф Реймонд                                  |
| 1999      | тф  | Смог                                | Smog                              |                                                |
| 2000      | ф   | Радиоволна                          | Frequency                         | Гордо Хёрш                                     |
| 2000      | с   | Западное крыло                      | The West Wing                     | Бобби Зейн                                     |
| 2000      | с   | Страна чудес                        | Wonderland                        | Джонни                                         |
| 2000      | ф   | Любовь и секс                       | Love & Sex                        | Эрик                                           |
| 2001      | ф   | Джули Джонсон                       | Julie Johnson                     | Рик Джонсон                                    |
| 2002      | ф   | Говорящие с ветром                  | Windtalkers                       | рядовой Чик                                    |
| 2003      | ф   | За гранью                           | Beyond Borders                    | Эллиотт Хаузер                                 |
| 2004      | ф   | Чудо                                | Miracle                           | Крэйг Патрик                                   |
| 2004      | ф   | Сотовый                             | Cellular                          | Джек Таннер                                    |
| 2005      | тф  | Однажды в апреле                    | Sometimes in April                | Лионель Куэйд                                  |
| 2005      | с   | Закон и порядок: Специальный корпус | Law & Order: Special Victims Unit | офицер Пит Бреслин                             |
| 2006      | ф   | Как малые дети                      | Little Children                   | Ларри Хеджес                                   |
| 2008      | ф   | Гордость и слава                    | Pride and Glory                   | Фрэнсис Тирни Младший                          |
| 2009      | с   | Дефективный детектив                | Monk                              | Родерик Броди                                  |
| 2009—2010 | с   | Белый воротничок                    | White Collar                      | специальный агент Гарретт Фаулер               |
| 2010      | с   | Ходячие мертвецы                    | The Walking Dead                  | доктор Эдвин Дженнер                           |
| 2010      | ф   | Сочувствие к вкусному               | Sympathy for Delicious            | Rene Faubacher                                 |
| 2010      | ф   |                                     | Trust                             | Эл Харт                                        |
| 2010      | ф   | Игра без правил                     | Fair Game                         | Билл Джонсон                                   |
| 2010—2011 | с   |                                     | Backwash                          | сержант Бенджамин Белтер                       |
| 2011      | ф   | Супер 8                             | Super 8                           | полковник Нелек                                |
| 2011      | ф   | Воин                                | Warrior                           | Дэн Тейлор                                     |
| 2012      | ф   | Рождество Фитцджеральдов            | The Fitzgerald Family Christmas   | FX                                             |
| 2013      | ф   | Кровные узы                         | Blood Ties                        | лейтенант Колон                                |
| 2013—2018 | с   | Американцы                          | The Americans                     | агент ФБР Стэн Биман                           |
| 2015      | с   | Мастер не на все руки               | Master of None                    | Марк                                           |
| 2016      | ф   | Джейн берёт ружьё                   | Jane Got a Gun                    | Билл Хаммонд                                   |
| 2016      | с   | Миллиарды                           | Billions                          | Фредди                                         |
| 2017      | ф   | Свадьба Уайлд                       | Wilde Wedding                     | Джимми Дарлинг                                 |
| 2020      | с   | Космические силы                    | Space Force                       | генерал Кик Грабастон, начальник штаба ВВС США |

## Награды и номинации
| Год  | Ассоциация                            | Категория                                                 | Работа           | Результат |
| ---- | ------------------------------------- | --------------------------------------------------------- | ---------------- | --------- |
| 2011 | Премия «Сатурн»                       | Лучшую гостевая роль в телесериале                        | Ходячие мертвецы | Номинация |
| 2013 | Премия «Выбор телевизионных критиков» | Лучшая мужская роль второго плана в драматическом сериале | Американцы       | Номинация |
| 2019 | Премия «Выбор телевизионных критиков» | Лучшая мужская роль второго плана в драматическом сериале | Американцы       | Победа    |
| 2019 | Премия Гильдии киноактёров США        | Лучший актёрский состав в драматическом сериале           | Американцы       | Номинация |